# Aupaluk
Aupaluk (en inuktitut ᐊᐅᐸᓗᒃ) es una localidad situada en la región administrativa de Nord-du-Québec, en la provincia de Quebec (Canadá).
Con una población de 209 habitantes según el censo de 2016, Aupaluk es el asentamiento inuit menos poblado de la región de Nunavik. Se encuentra en la orilla sur de la bahía de Hopes Advance, en la costa occidental de la bahía de Ungava, a 80 km al sur de Kangirsuk y a unos 150 km al noroeste de Kuujjuaq. Sus habitantes se denominan Aupalummiut (plural de Aupalummiuq).
El pueblo está comunicado gracias al aeropuerto de Aupaluk, que se encuentra en las proximidades.
Su nombre significa "donde la tierra es roja", en referencia al color del suelo, que contiene óxido de hierro. La zona ha sido un lugar tradicional de caza y pesca. A diferencia de los demás asentamientos de Nunavik, Aupaluk no creció en torno a un puesto comercial o una misión religiosa, sino que se trataba de un campamento tradicional inuit en el que abundaban los caribúes, los peces y los mamíferos marinos. En 1975, los inuit de Kangirsuk y otros pueblos se trasladaron a esta zona, donde varias generaciones de cazadores habían residido y construido campamentos temporales. Aupaluk se constituyó como municipio el 2 de febrero de 1980. La vida de sus habitantes sigue principalmente centrada en las actividades tradicionales.
La seguridad en Aupaluk corre a cargo de la Policía Regional de Kativik, que comenzó a prestar servicio en 1996.
La única escuela de Aupaluk es la de Tarsakallak, gestionada por la Comisión Escolar de Kativik.